# SUMMER MUSIC
「SUMMER MUSIC」（サマーミュージック）は、キンモクセイの12作目のシングル。2005年7月27日発売。発売元はBMGファンハウス。

## トラック
1. SUMMER MUSIC [4:42]
（作詞・作曲:伊藤俊吾、編曲:澤近泰輔）
2. 僕の夏 [5:09]
（作詞・作曲:伊藤俊吾 、編曲:澤近泰輔）
3. SUMMER MUSIC（オリジナル・カラオケ）
4. 僕の夏（オリジナル・カラオケ）

映像収録 キンモクセイメドレー「しまったなぁ」(エンハンスドCD仕様)

## 収録アルバム
- 13月のバラード (#1,2、#2はmore 陽炎 version)
- ベスト・コンディション 〜kinmokusei single collection〜 (#1,2)